# Osmanská 3. armáda

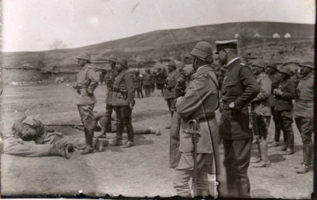
Enver Paša a Otto von Feldmann na inspekci jednotek 3. armády před bitvou u Sarikamiše

Osmanská 3. armáda (turecky Üçüncü Ordu) byla polní armáda Osmanské říše. Byla zřízena na Balkáně a její hlavní stan byl v Soluni. Na počátku první světové války byl její hlavní stan přemístěn do erzurumské pevnosti a poté bojovala na kavkazském bojišti proti ruské kavkazské armádě.
V době svého rozmístění na Balkáně osmanská 3. armáda tvořila jádro osmanských ozbrojených sil, které podpořily mladotureckou revoluci v roce 1908. Důstojníkem 3. armády byl i Enver Paša a Mustafa Kemal.
V době první světové války byla poražena v bitvě u Sarikamiše, bitvě u Köprüköy a bitvě u Erzurumu. Ke konci roku 1916 přestala existovat jako ofenzivní síla. Po rozkladu ruské fronty bojovala v letech 1917 a 1918 proti Arménům.